# Louis-Albert Salingré
Louis-Albert Salingré, fils de Eugen d'Albert et Louise Salingré, est un archer français. Il a participé aux Jeux olympiques d'été de 1908 à Londres.

## Carrière
Louis-Albert Salingré participe aux épreuves de tir à l'arc aux Jeux olympiques d'été de 1908 : il obtient la 22e place avec 347 points en Double York Round et la septième place avec 215 points en Continental Style.